# SOS (canção de Stratovarius)
S.O.S. é a faixa número 2 do álbum Destiny da banda de power metal finlandesa Stratovarius.
A canção ganhou 2 prêmios no Finnish Music Awards de 1999: best metal performance e best metal music video[carece de fontes?]

## Faixas (Single)
| N.º | Título                       | Música                               | Duração |  |
| 1.  | "S.O.S."                     | Tolkki, Kotipelto                    | 03:47   |  |
| 2.  | "No Turning Back"            | Kotipelto, Tolkki                    | 04:21   |  |
| 3.  | "Blackout (Scorpions Cover)" | Schenker, Meine, Rarebell, Kittelsen | 04:07   |  |
| 4.  | "Years Go By"                | Tolkki                               | 05:14   |  |

## Músicos
- Timo Kotipelto - Vocais
- Timo Tolkki - Guitarras
- Jari Kainulainen - Baixo
- Jens Johansson - Teclados
- Jörg Michael - Bateria

## Desempenho nas Paradas Musicais
| Ano  | Canção | Parada Musical | Posição | Semanas    |
| ---- | ------ | -------------- | ------- | ---------- |
| 1998 | S.O.S. | Finnish Charts | 2       | 11 semanas |